# Mont Gardy
Pour les articles homonymes, voir Gardy.
Le mont Gardy est un sommet située dans le Chablais valaisan, dans le canton du Valais en Suisse qui culmine à 2 201 mètres d'altitude.
Il domine le lac de Lovenex. Voisin du Grammont, il fait partie du massif du Chablais.

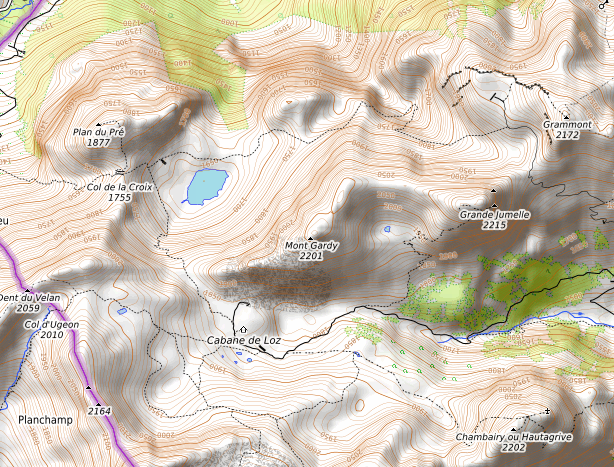
Carte topographique du mont Gardy.